# Synaphosus kris
Synaphosus kris är en spindelart som beskrevs av Christa L. Deeleman-Reinhold 200. Synaphosus kris ingår i släktet Synaphosus och familjen plattbuksspindlar.
Artens utbredningsområde är Bali. Inga underarter finns listade i Catalogue of Life.